# Timothy Granville-Chapman

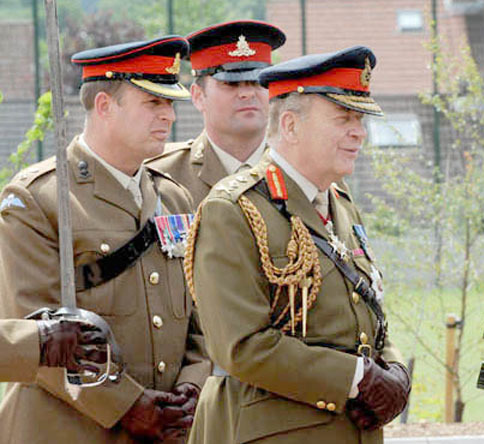
General Timothy Granville-Chapman (rechts)

Sir Timothy John Granville-Chapman, GBE, KCB (* 5. Januar 1947) ist ein ehemaliger Offizier der British Army, der unter anderem als General zwischen 2003 und 2005 Oberkommandierender der Landstreitkräfte (Commander-in-Chief, United Kingdom Land Forces) sowie von 2005 bis 2009 Vize-Chef des Verteidigungsstabes (Vice-Chief of the Defence Staff) war. Er fungierte zudem zwischen 2008 und 2017 als Master Gunner, St James’s Park und ist seit 2009 Direktor des Defence and National Rehabilitation Centre Programme.

## Leben

### Studium, Offiziersausbildung und militärische Laufbahn
Timothy John Granville-Chapman begann nach dem Besuch der traditionsreichen, elitären Charterhouse School am Christ’s College der University of Cambridge, das er 1968 mit einem Bachelor of Arts (B.A.) beendete. Im Anschluss trat er als Leutnant (Second Lieutenant) in das Royal Regiment of Artillery ein und fand im Laufe der nächsten Jahre zahlreiche Verwendungen als Offizier und später als Stabsoffizier wie zum Beispiel im Range eines Oberstleutnants (Lieutenant-Colonel) von Juli 1985 bis Januar 1988 als Kommandeur des 1st Regiment Royal Horse Artillery.
Als Brigadegeneral (Brigadier) war er zwischen November 1990 und Januar 1993 Kommandeur der 12. Panzerbrigade (12th Armoured Brigade). Während dieser Zeit wurde er für seine Verdienste 1991 Commander des Order of the British Empire (CBE). Im Anschluss wechselte er ins Verteidigungsministerium (Ministery of Defence) und war dort zwischen Februar und Oktober 1994 Leiter der Abteilung Stabsdienste (Director of Staff Duties).
Granville-Chapman löste als Generalmajor (Major-General) im Oktober 1994 Generalmajor Michael Walker als Assistierender Chef des Generalstabes (Assistant Chief of the General Staff) ab und verblieb auf diesem Posten bis Juni 1996, woraufhin Generalmajor Michael Willcocks seine Nachfolge antrat. Im September 1997 wurde er erster Kommandant des Joint Services Command and Staff College, der Vereinigten Kommando- und Stabsschule der Streitkräfte, und hatte diese Funktion bis zu seiner Ablösung durch Air Vice-Marshal Brian Burridge im Januar 2000 inne.
Als Generalleutnant (Lieutenant-General) wurde Timothy Granville-Chapman im Januar 2000 Nachfolger von General Alexander Harley als Generaladjutant des Heeres (Adjutant-General to the Forces) und war als solcher bis zu seiner anschließenden Ablösung durch Generalleutnant Alistair Irwin im Januar 2003 im Verteidigungsministerium zuständig für die Entwicklung der Personalpolitik und Unterstützung der Armee. Am 30. Dezember 2000 wurde er zum Knight Commander des Order of the Bath (KCB) geschlagen, so dass er seither den Namenszusatz „Sir“ führte.

### Aufstieg zum General und Funktionen im Ruhestand
Danach wurde Granville-Chapman 2003 zum General befördert und löste im Januar 2003 General Michael „Mike“ Jackson als Oberkommandierender des Land Command ab. Auf diesem Posten löste ihn im März 2005 General Richard Dannatt ab. Als Nachfolger von General Alexander Harley war er ferner von 2003 bis zu seiner Ablösung durch Generalleutnant Barney White-Spunner 2010 Oberstkommandant und Präsident der Honourable Artillery Company, ein Regiment der britischen Territorial Army und eine gemeinnützige Organisation. Zuletzt löste er im Juli 2005 Air Chief Marshal Anthony Bagnall als Vize-Chef des Verteidigungsstabes (Vice-Chief of the Defence Staff) ab und hatte diese Funktion im Verteidigungsministerium bis zu seinem Eintritt in den Ruhestand im Mai 2009, woraufhin General Nicholas „Nick“ Houghton seine dortige Nachfolge antrat. Am 30. Dezember 2006 wurde er zudem zum Knight Grand Cross des Order of the British Empire (GBE) erhoben.
Sir Timothy Granville-Chapman fungierte zudem als Nachfolger von General Alexander Harley zwischen 2008 und seiner Ablösung durch Generalleutnant Andrew Gregory 2017 als Master Gunner, St James’s Park. In diesem Ehrenamt ist er für die Artillerieverteidigung vom St. James’s Park, Palace of Whitehall und Palace of Westminster zuständig. Ferner ist er seit 2009 Direktor des Defence and National Rehabilitation Centre Programme.